# Maja Hodošček
Maja Hodošček, vizualna umetnica, videastka  in kustosinja, * 1984, Celje.

## Šolanje in delo
Maja Hodošček je magistrirala na umetnostnem inštitutu (Dutch Art Institute) v Arnhemu, Nizozemska. Sodelovala je na mednarodnih skupinskih razstavah kot so 28th Slavonian Biennial: New Paradigms of Hapipiness – From Osijek Dada to Contemporary Chaos, Muzej likovnih umjetnosti Osijek; Symptoms of the Future, Out of Sight, Antwerp, Hidden Curriculum, tranzit.sk, Bratislava; Silence is Deafness Here, Galerija Podroom, Beograd; Beyond the Globe, Moderna galerija, Ljubljana, South by South East, Muzej Guangdong Times, Kitajska; Pipe Dream, Kunsthalle Exnergasse, Dunaj; Travelling Communiqué, Muzej Jugoslavije, Beograd. Samostojne razstave je imela v Centru sodobnih umetnosti Celje, Galeriji Striegl v Sisku, KGLU- Koroški galeriji likovnih umetnosti, Slovenj Gradec;  Domu omladine v Beogradu; Muzeju sodobne umetnosti Metelkova, Ljubljana; galeriji Miroslav Kraljević, Zagreb; Galeriji ŠKUC, Ljubljana; Galeriji Gregor Podnar, Ljubljana itd. Leta 2021 je prejela občinsko priznanje Celjske zvezde, leta 2020 državno priznanje Riharda Jakopiča za umetniške dosežke in leta 2010 nagrado skupine OHO. Bila je rezidenčna umetnica v muzejski četrti MuseumsQuartier na Dunaju (2021), Tabakaleria  – Mednarodnem centru za sodobno kulturo v San Sebastianu (2019) in v ISCP New York (2010).
Maja Hodošček ustvarja video dela, instalacije, vodi delavnice in kurira razstave. Njena praksa temelji na raziskovanju in eksperimentiranju, s posebnim poudarkom na performansu, prezentaciji načinov obnašanja in učenja. Posebej pri video delih ustvarja situacijo, ki razkriva nevidno igro med protagonistom/tko in umetnico s  kamero. Zanima jo, kakšne odnose ustvarja zgolj njena prisotnost.